# Desna (Vrbas)
Desna je rijeka u Bosni i Hercegovini, lijevi pritok Vrbasa.
Rijeka Desna nastaje od više izvora podno planine Vitreuše. U Vrbas se ulijeva kod Mačkare na 812 metara nadmorske visine. Nalazi se u dijelu uskopaljske općine koji se naziva Privor. Na rijeci se nalazi jedna MHE.

## Galerija
- Ušće Desne u Vrbas
- MHE Desna